# Elmina

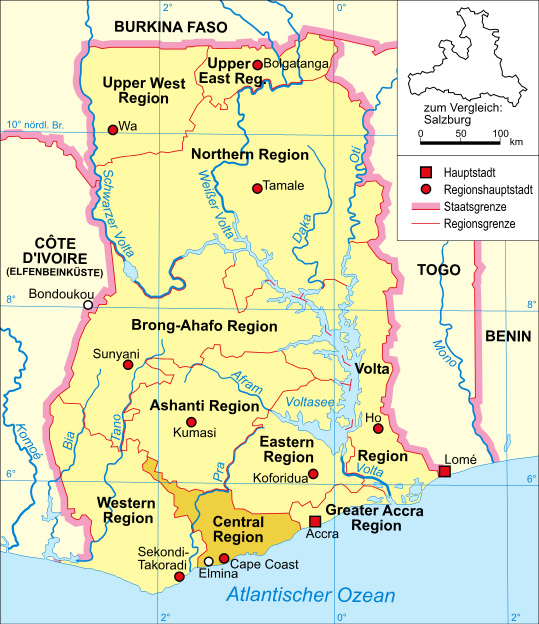
Elmina in der Central Region

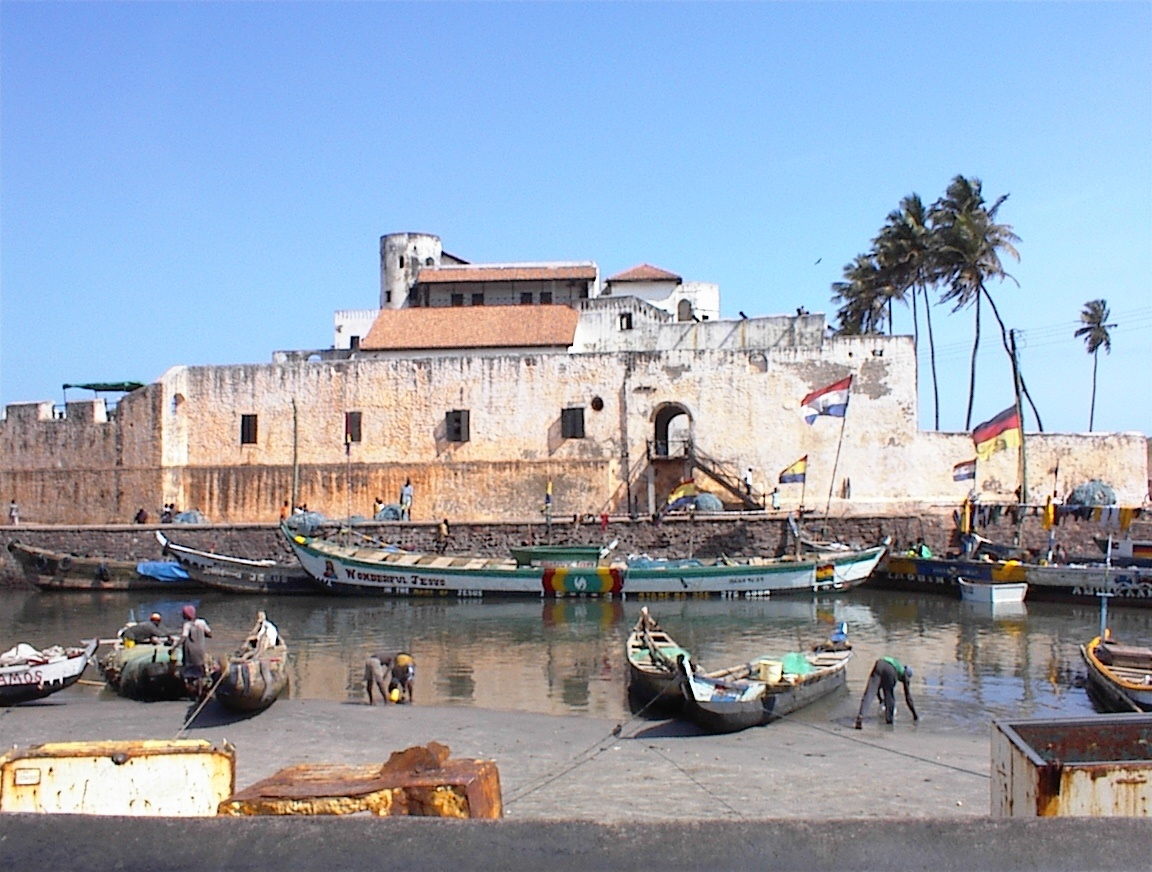
Fort São Jorge da Mina in Elmina

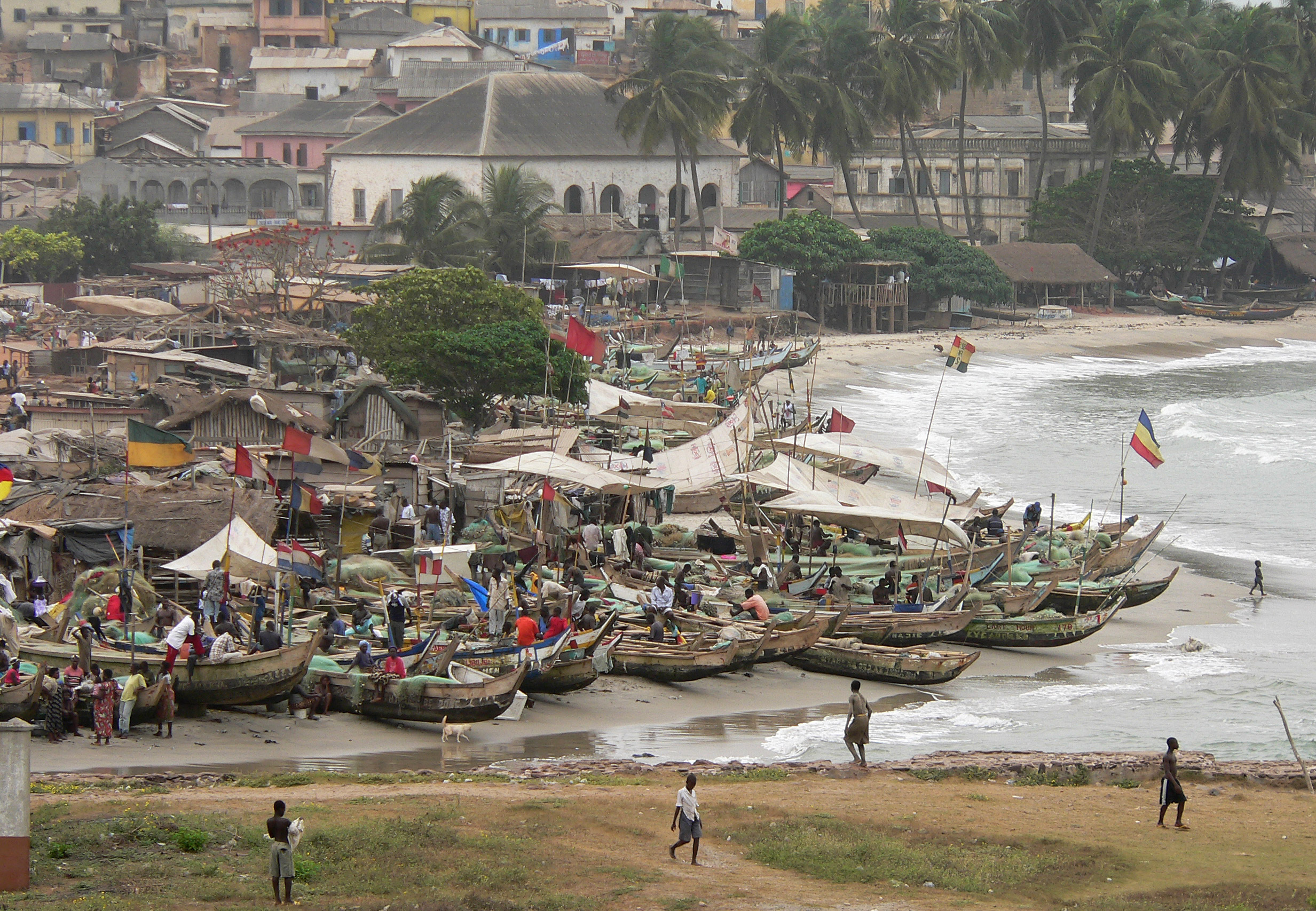
Blick vom Fort Elmina auf die Küste und einige Häuser

Elmina (portugiesisch São Jorge da Mina) ist eine Stadt in Ghana (Central Region) mit 25.560 Einwohnern (Stand 1. Januar 2005), rund zehn Kilometer westlich der Stadt Cape Coast. Die Stadt ist der Hauptort des Komenda/Edina/Eguafo/Abirem-Distrikts. Wie viele Orte an der Küste Ghanas hat Elmina auch noch einen Akannamen: Edina.
Der Ort wurde als portugiesisches Fort und erster europäischer Militär- und Handelsstützpunkt südlich der Sahara angelegt. Das Fort São Jorge da Mina (oder St. George’s Castle oder Elmina Castle) wurde direkt am Strand erbaut. Das Fort hatte wechselnde europäische Besitzer und spielte eine bedeutende Rolle sowohl in innerafrikanischen Konflikten (zwischen der Fanti-Konföderation und dem Reich der Aschanti) als auch im Konflikt zwischen Großbritannien, also der späteren Kolonialmacht des heutigen Ghana und dem Aschantireich im 18. und 19. Jahrhundert. 1652 erbauten die Holländer ein weiteres Fort in Elmina, Fort St. Jago da Mina oder Fort Conraadsburg genannt. Beide Forts stehen seit 1979 auf der Liste des UNESCO-Weltkulturerbes.

## Wirtschaft
Obwohl der Tourismus – insbesondere zu den beiden oben erwähnten Forts – eine zunehmende Bedeutung hat, lebt Elmina überwiegend vom Fischfang. In den letzten Jahren ist allerdings ein stetiger Rückgang der Fänge zu beobachten. Der Grund hierfür liegt in der Überfischung der Gewässer vor Elmina durch eine zunehmende Zahl von Fischerbooten, vor allem aber durch illegale Fangpraktiken, etwa zu engmaschige Netze, in denen sich auch Jungfische verfangen.

## Geschichte
Gemäß der Überlieferung war Elminas Gründer und erster König ein Jäger namens Kwa Amankwa. Er und seine Familie waren einst aus Techiman, oder einem Punkt weiter nördlich, nach Süden ausgewandert und hatten eine Zeit lang in Eguafo gelebt. Hier habe Kwa Amankwa eines Tages bei einer Jagd den Benya-Fluss entdeckt und wurde von Benya, der gleichnamigen Flussgottheit eingeladen, an seinem Ufer zu siedeln. Benya versprach, wenn man ihn ehren würde, die Menschen mit Fischen zu versorgen. Kwa Amankwa folgte der Einladung und aus seiner Siedlung erwuchs das spätere Edina oder Odena, von den Europäern Elmina genannt.
1471 befuhren die Portugiesen unter João de Santarém und Pedro bzw. Pêro Escobar erstmals die dortige Küste. 1482 erbaten die Portugiesen von einem einheimischen Herrscher, den die portugiesischen Quellen als „Caramansa“ bezeichneten, die Erlaubnis zur Errichtung einer Befestigung als Handelsstützpunkt. Im Januar 1482 wurde durch Diogo de Azambuja der Grundstein zum Bau des Forts gelegt und der Ort entwickelte sich schnell zum Hauptquartier der Portugiesen an der westafrikanischen Goldküste. Elmina lag auf der Grenze der beiden Reiche von Fetu und Kommenda, wobei der durch Elmina fließende Benya-Fluss die Grenze bildete. Das am westlichen Ufer der Flussmündung errichtete Fort befand sich daher auf dem Gebiet von Kommenda (Eguafo). Die Portugiesen zahlten beiden Königreichen regelmäßige Abgaben / Geschenke für das Nutzungsrecht in Elmina.
Bereits 1486 erhielt der Ort das Stadtrecht. Er wurde portugiesischer Haupthandelsplatz für Gewürze, Gold, Elfenbein, Erdnüsse und Sklaven im Tausch gegen Stoffe, Glasperlen und Messing. Von hier aus organisierten die Portugiesen außerdem ihren Handel mit einer Reihe afrikanischer Reiche der Akan, Wassaw und anderer.
Obwohl die Ansiedlung trotz guten Trinkwassers ein eher ungesundes Klima aufweist, galt im 16. Jahrhundert der Posten des Gouverneurs bzw. capitão-mór von Elmina als einer der ehrenvollsten in Portugal. Ab 1500 begann die christliche Missionierung der afrikanischen Einwohner der Region. Die erste Kapelle wurde 1503 errichtet.

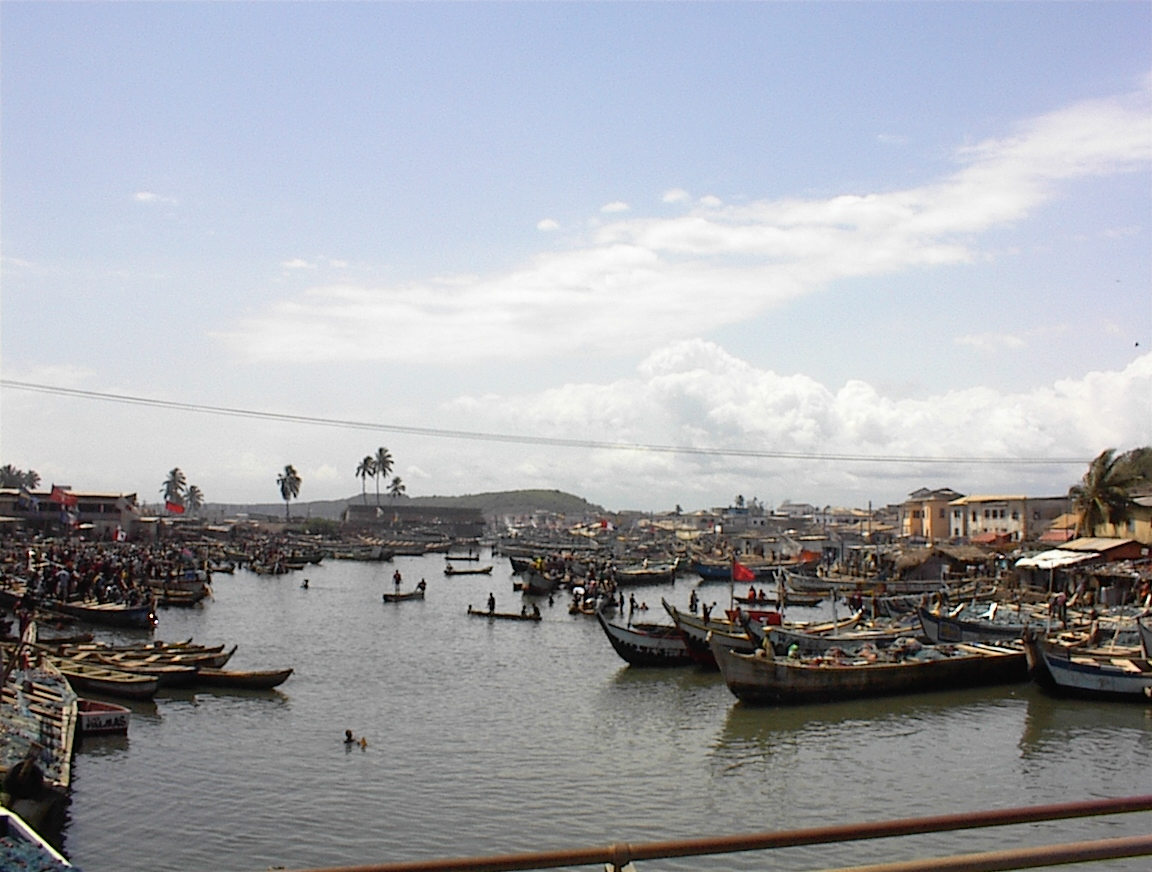
Fischereihafen von Elmina

Im 16. Jahrhundert wurde der portugiesische Teil des Ortes von einem Gouverneur und den entsprechenden Verwaltungsbeamten, von Händlern und Handwerkern, von Tagelöhnern und Seeleuten, zwei bis vier Geistlichen, 20 bis 60 Soldaten sowie den jeweiligen zugehörigen Familien bewohnt.
1603, 1606 und 1607 versuchten die Niederländer vergeblich Elmina zu erobern.
1615 beschädigte ein Erdbeben das Fort und ließ die Festungsmauern und eine der Bastionen einstürzen. Das Fort bekam beim Wiederaufbau ein völlig neues Aussehen.
1625 versuchten die Niederländer mit einer Flotte von 15 Schiffen unter Jan Dirickszon erneut Elmina zu nehmen. Dieser mit großer Überlegenheit geführte Angriff (etwa 1.200 Niederländer) scheiterte unter großen Verlusten am durch den portugiesischen Gouverneur Francisco de Sotomaior organisierten Gegenangriff seiner afrikanischen Verbündeten.
Im August 1637 erschienen die Niederländer erneut mit neun Schiffen und rund 800 Soldaten vor Elmina. Nach nur drei Tagen fiel das Fort mit Unterstützung von Einheimischen aus Elmina und Kommenda am 29. August. Die Niederländer errichteten eine Garnison von etwa 150 Soldaten und verstärkten die Befestigungen durch den Bau eines zweiten Forts. Um 1700 hatte Elmina 12.000 Einwohner.
Im Lauf dieser Zeit hatte das Umland von Elmina mehrfach die Zugehörigkeit zu afrikanischen Herrschaftsgebieten gewechselt. 1701 schlug einige hundert Kilometer nördlich von Elmina die Armee des Aschantireichs die Armee der Denkyra. Die Aschanti eroberten als Beute auch ein Stück Papier mit dem Pachtvertrag der Festung Elmina, ursprünglich abgeschlossen zwischen den Holländern und den lokalen Oberhäuptern der Kommenda. Nach der Eroberung des Kommendagebietes durch die Denkyra war der Vertrag in deren Besitz übergegangen.
Die Aschanti traten als Rechtsnachfolger in diesen Vertrag als Partner der Holländer ein. Erstmals hatten sie damit über Elmina direkten Zugang zum Handel mit europäischen Kaufleuten. Über Elmina konnten sie ohne Zwischenhandel Gold und Sklaven exportieren und Elmina wurde zu ihrer wichtigsten Quelle des Nachschubs an Gewehren und Munition.
Für die Niederländer war Elmina im 19. Jahrhundert zudem Rekrutierungszentrum für Kolonialsoldaten. Zwischen 1831 und 1872 wurden etwa 3000 Afrikaner aus dem Landesinneren oder aus der Stadt selber über Elmina nach Batavia (dem heutigen Jakarta), der Hauptstadt Niederländisch-Indiens, gebracht, um dort für die holländischen Kolonialherren zu kämpfen. Nach Ablauf ihrer Verträge kehrte einige dieser Belanda Hitam (javanisch für „Schwarze Holländer“) genannten Soldaten nach Elmina zurück. Dort wurden ihnen Parzellen hinter dem holländischen Fort (dem heutigen Fort Sao Jago da Mina) auf einem Hügel zugewiesen, der heute noch „Java Hill“, also Javahügel, genannt wird. Im St. George’s Castle erhielten die Veteranen auch ihre Pensionen ausgezahlt. Es gibt aber heute keine als Nachfahren der holländischen Kolonialsoldaten identifizierbare Gruppe mehr. Die Erinnerung an diese gemeinsame ghanaisch-indonesische Geschichte wird in Elmina seit einiger Zeit jedoch von einem eigenen Java-Museum aufrechterhalten.
1872 verkauften die Niederländer Elmina an Großbritannien und lösten damit einen Krieg zwischen den mächtigen Aschanti, die auf ihrer Oberhoheit über Elmina beharrten, und den Briten aus. Im Vertrag von Fomena mussten 1874 die besiegten Aschanti ihren Anspruch auf Elmina jedoch aufgeben.
Elmina wurde im selben Jahr ebenso wie andere Teile des südlichen Ghana der neu gegründeten britischen Gold Coast Colony zugeschlagen. Der europäische Handelsstützpunkt Elmina, der auf verschiedenen Pachtverträgen mit einheimischen Herrschern beruht hatte, war Teil einer britischen Kolonie geworden und blieb es bis zur Unabhängigkeit Ghanas 1957.
Später drehte am Fort der deutsche Regisseur Werner Herzog den Film Cobra Verde mit Klaus Kinski in der Hauptrolle.

## Kulturelle Höhepunkte
Elmina kennt zwei alljährlich stattfindende Hauptfeierlichkeiten: das Bakatue- und das Bronya-Fest. Das Bakatue wird alljährlich Ende Juni/Anfang Juli abgehalten und dient dem Gedenken an die Stadtgründung und der Verehrung sowohl des Stadtgründers Kwa Amankwa als auch von Benya, der Flussgottheit, um eine neue reiche Fischsaison zu erflehen. Das Fest wird umrahmt von Zeremonien, welche symbolisch den Benya für den Fischfang schließen und wieder öffnen.
Die zweite alljährliche Hauptfeierlichkeit ist das Bronya-Fest, welches in Elmina immer am ersten Donnerstag eines neuen Jahres gefeiert wird. Es ist vor allem ein Fest, das in den Familien gefeiert wird und die Ahnenverehrung zu Gegenstand hat.

## Partnerstädte
- Macon (Georgia), USA
- Gouda, Niederlande